# Palpitomonas bilix
A Palpitomonas bilix a Cryptista először 2010-ben leírt faja. A Cryptista többi tagjától (például Rollomonadia) korán elágazó bazális faj kloroplasztisz nélkül.

## Történet
2010-ben fedezték fel A. Yabuki, Y. Inagaki és K. Ishida. Egykor a Cryptistát a Hacrobia csoportba sorolták, a Palpitomonast és a Rappemonada csoportot lehetséges átmeneti csoportoknak tekintették.
2012-ben Thomas Cavalier-Smith létrehozta a Palpitia altörzset, ennek egyetlen osztálya a Palpitea, egyetlen rendje a Palpitida, egyetlen családja a Palpitomonadidae, egyetlen nemzetsége a Palpitomonas lett. Ezt Yabuki et al. 2014-es tanulmánya is alátámasztotta, ahol 157, összesen 41 372 aminosavhelyet tartalmazó gént vizsgáltak.
2016-ban kiderült, hogy a Hacrobia nem monofiletikus, mivel a Haptista és a Cryptista filogenetikailag távol vannak.
2017-ben egy mikrobaszőnyeg 2 felső rétegében (LLA9-A-1, LLA9-B-1) is megtalálták. Ez alapján információ szerezhető a korai fotoszintetikus eukarióták evolúciójáról is.

## Morfológia
Mitokondriális cristái laposak, ez feltehetően a Cryptistában ősi jelleg. 2 mintegy 20 μm-es ostora van, az egyiken kétrészes masztigonémákkal. A Cryptista többi tagjával szemben nem rendelkezik ejektoszómákkal. Sejtteste 3 μm széles, 8 μm hosszú. Lassan, körkörösen mozog, sejtplazmájában vakuólumok vannak. Elülső ostora élénken mozog, a hátulsó követi. Egyik ostorával a szubsztrátra rögzülhet.

## Életmód
Szabadon élő heterotróf bakterivor és algivor, ezen életmód fejlődéséről két feltételezést írt le Yabuki et al.: az egyik szerint a Cryptista őse mixotróf volt, és a P. bilix, a Katablepharidaceae és a Goniomonada egymástól függetlenül vesztették el fotoszintetikus képességüket, míg a másik szerint az ős heterotróf volt, a Cryptophyta fotoszintetikus képessége apomorf jellemző.
A megevett zöldmoszatok klorofilljait nem alakítja nem fényérzékeny 132,173-ciklofeoforbid-enolokká (CPE), azonban már a fagoszómában megszűnik a pigmentáció.

## Élőhely
Tengerekben él többek közt mikrobaszőnyegeken. Az LLA9-A-1 és LLA9-B-1 rétegekben nagy mennyiségben él a chilei Llamara közelében.

## Genomika
2016-ban szekvenált 76 kbp-os lineáris mitokondriális genomja szerkezete levezetett: 16 kbp-os középső része egyszer szerepel, 60 kbp ellentétes irányú azonos 30 kbp-os régiókban van. 6 gén, a ccmA, a ccmB, a ccmC, a ccmF, az rpl10 és az rpl2, vagyis a citokróm c-maturáz A, B, C és F alegysége mellett a 60S riboszóma L10 és L2 60S riboszóma-fehérjéi kivételével minden mitokondriális génje közös a Rhodomonas salina és a Hemiselmis andersenii mitokondriális genomjával.
Az ATP-szintáz legtöbb génjével rendelkezik.
A TatC mellett a TatA mitokondriális transzlokázzal is rendelkezik, ez csak kevés eukariótában található meg, például a Jakobida, az Ochrophytina és az Ancoracysta twista taxonokban.
A Rheb fehérjékben feltehetően a Cryptistában jelent meg a GTPázdomén N-terminusához kapcsolódó PX domén, mely specifikusan köt foszfatidilinozit-3-foszfátot.
A Microheliella marishoz hasonló szekvenciákkal is rendelkezik.
GULO génnel rendelkezik több más, nem fotoszintetikus élőlényhez hasonlóan.

## Jelentőség
A Cam monofíliájának kimutatásában fontosnak bizonyultak a nem fotoszintetikus Cryptista-tagok, például a Palpitomonas bilix vagy a Katablepharidaceae.

## Filogenetika
A Palpitomonas bilix helyzete a Cam kládban:
| Cryptista   | \| Palpitia \| Palpitomonas bilix \| \| \| Palpitomonas bilix \| \| \| Cryptophyta \| \| \| \| |
|             | \| Palpitia \| Palpitomonas bilix \| \| \| Palpitomonas bilix \| \| \| Cryptophyta \| \| \| \| |
| Microhelida | Microheliella maris                                                                            |
|             | Microheliella maris                                                                            |
| Palpitia    | Palpitomonas bilix                                                                             |
|             | Palpitomonas bilix                                                                             |
|             | Cryptophyta                                                                                    |
|             |                                                                                                |

| Palpitia | Palpitomonas bilix |
|          | Palpitomonas bilix |
|          | Cryptophyta        |
|          |                    |

| Cryptista   | \| Palpitia \| Palpitomonas bilix \| \| \| Palpitomonas bilix \| \| \| Cryptophyta \| \| \| \| |
|             | \| Palpitia \| Palpitomonas bilix \| \| \| Palpitomonas bilix \| \| \| Cryptophyta \| \| \| \| |
| Microhelida | Microheliella maris                                                                            |
|             | Microheliella maris                                                                            |
| Palpitia    | Palpitomonas bilix                                                                             |
|             | Palpitomonas bilix                                                                             |
|             | Cryptophyta                                                                                    |
|             |                                                                                                |

| Palpitia | Palpitomonas bilix |
|          | Palpitomonas bilix |
|          | Cryptophyta        |
|          |                    |